# Fernand Canelle
Fernand Émile Canelle, né le 2 janvier 1882 à Paris 17e et mort le 11 septembre 1951 à Rueil-Malmaison, est un joueur de football français, ayant évolué au Club français de Paris et en sélection nationale, aux postes d'avant à ses débuts puis d'arrière gauche,,, son poste de prédilection.
Fils du président de l'éphémère Étoile sportive parisienne – qui est rapidement dissoute et dont les joueurs joignent les rangs du Club français –, Fernand Canelle parfait son éducation sportive outre-Manche, au sein du West Norwood (en).
Employé de commerce, Canelle est le premier capitaine officiel de l'équipe de France, lors du premier match de la sélection face à la Belgique, le 1er mai 1904.
Licencié au Club français de Paris de 1896 (équipe seconde,) à 1922, il joue encore à 40 ans en équipe 1re. Parfois irascible, la presse nationale et certains joueurs britanniques comme George Molyneux (en) le considèrent comme l'un des meilleurs arrières français du début du XXe siècle,,,,.

## Palmarès
- 6 sélections en équipe de France A, dont la 1re rencontre officielle française, amicale, le 1er mai 1904 à Bruxelles : 3-3, et 1er capitaine.
- Challenge Evance-Coppée 1904
- 2 sélections olympiques en 1900[16]
- Vice-champion olympique en 1900
- Vice-champion de France USFSA en 1898, 1899 et 1900
- Coupe Manier 1900[17]
- Champion de la ville de Paris en 1896[réf. nécessaire], 1899, 1900… et 1918 (à 36 ans)
- Mini-tournée en Belgique en 1896[réf. nécessaire] : 2 clubs locaux battus en 2 rencontres
- Finaliste de la Coupe Dewar en 1903[18]
- Quart de finaliste de la Coupe de France en 1918[réf. nécessaire]

## Ses sélections
| Date              | Stade                                     | Adversaire                | Score  | Comp |
| 1er mai 1904      | Stade du Vivier d'Oie Bruxelles, Belgique | Belgique                  | N 3-3  | A    |
| 12 février 1905   | Parc des Princes Paris, France            | Suisse                    | V 1-0  | A    |
| 7 mai 1905        | Stade du Vivier d'Oie Bruxelles, Belgique | Belgique                  | D 0-7  | A    |
| 1er novembre 1906 | Parc des Princes Paris, France            | Angleterre équipe amateur | D 0-15 | A    |
| 21 avril 1907     | Stade du Vivier d'Oie Bruxelles, Belgique | Belgique                  | V 2-1  | A    |
| 10 mai 1908       | De Kuip Rotterdam, Pays-Bas               | Pays-Bas                  | D 1-4  | A    |

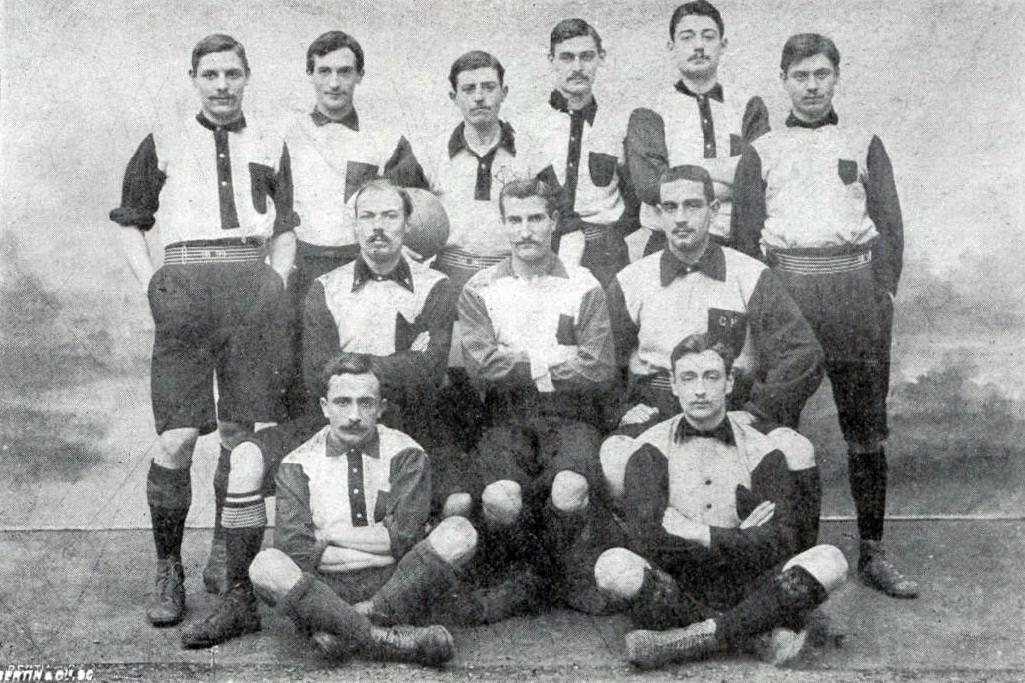
Le Club français champion de Paris en 1899. Canelle est assis à droite.
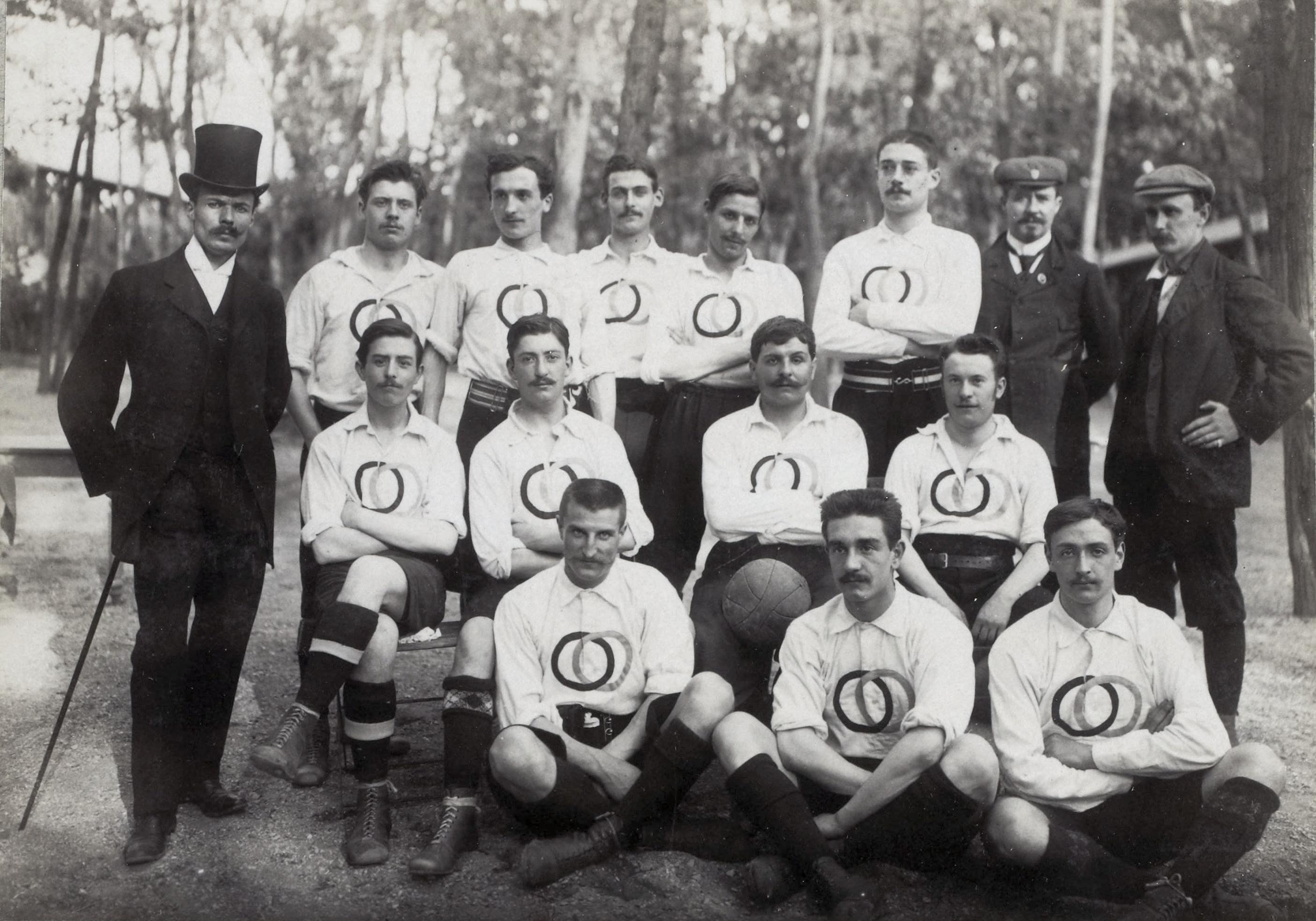
Le Club français aux Jeux olympiques 1900. Canelle est assis à droite.
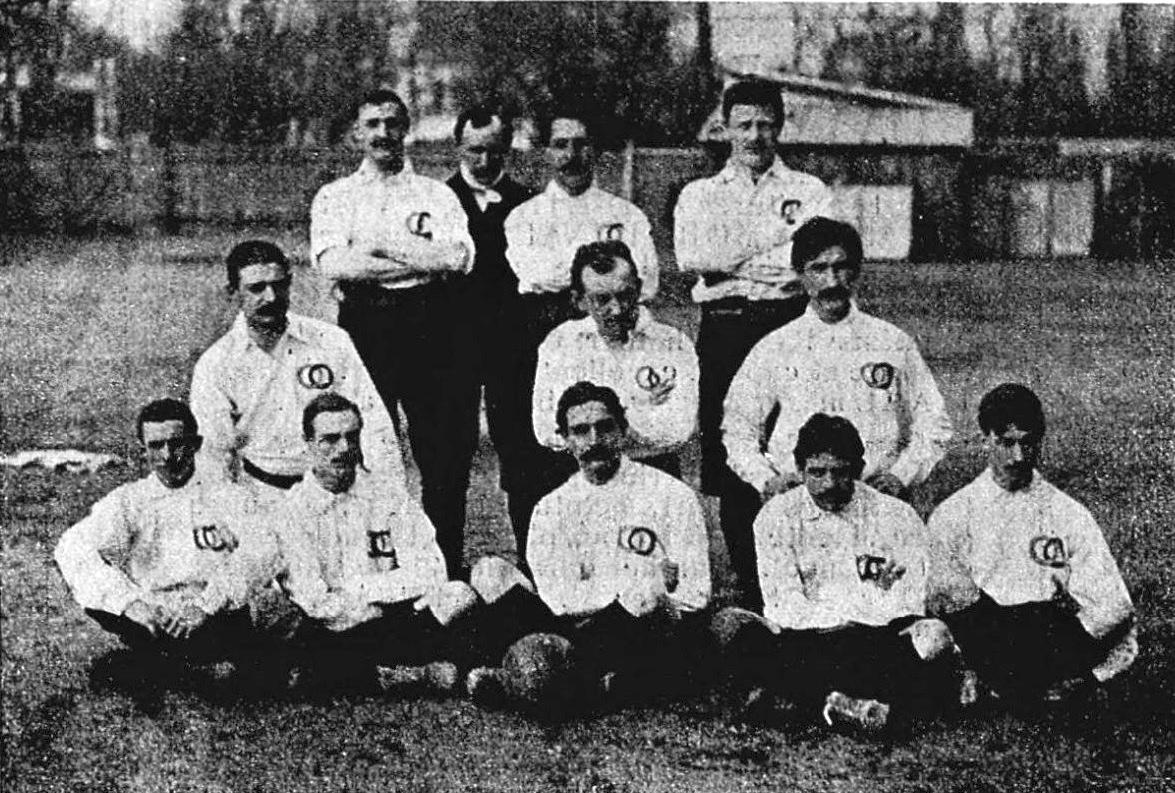
L'équipe de France USFSA, en mars 1904 au Parc des Princes. Canelle est le 1er joueur debout.
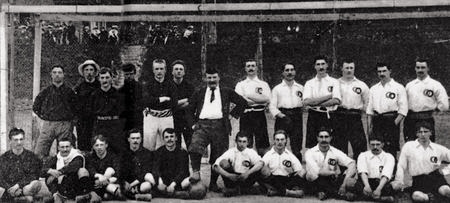
Les équipes de Belgique et de France le 1er mai 1904. Canelle est le 1er joueur maillot blanc debout.
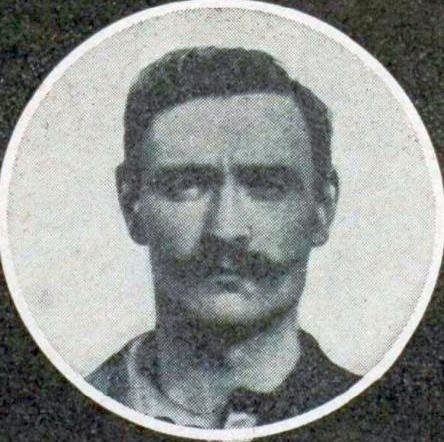
Fernand Canelle vers 1910.